# Погорельцев, Владимир Сергеевич
Владимир Сергеевич Погорельцев (14 мая 1940 — 19 июля 2021) — советский работник сельского хозяйства, бригадир колхоза, Герой Социалистического Труда (1984).

## Биография
Родился 14 мая 1940 года в селе Развильное Песчанокопского района Ростовской области.
После окончания Развиленской средней школы стал работать трактористом в колхозе «Заветы Ильича» Песчанокопского района. В 1962 году был избран секретарем комитета ВЛКСМ колхоза. Находясь на комсомольской работе, показал себя хорошим организатором молодёжи. Учитывая организаторские способности и умение работать с людьми, в 1964 году партком и правление колхоза назначили Владимира Погорельцева помощником бригадира, а с 1965 года — бригадиром полеводческой бригады № 3 колхоза «Заветы Ильича». Здесь была освоена и внедрена научно обоснованная система земледелия, индустриальная технология возделывания пропашных и технических сельскохозяйственных культур, интенсивная технология возделывания пшеницы и ячменя. И результатом стала норма урожайности зерновых 40 центнеров с гектара, а в 1986 году она достигла 42,2 центнера на круг. Урожайность подсолнечника превышала 20 центнеров с гектара. Это были лучшие результаты не только в колхозе, но и в районе. 18 лет бригада носила звание «Коллектива высокой культуры земледелия», а в 1986 году ей было присвоено звание «Коллектива имени XXVII съезда КПСС».
Кроме производственной занимался общественной деятельностью — избирался членом Песчанокопского райкома КПСС, депутатом Ростовского областного и Песчанокопского районного Совета народных депутатов, членом обкома профсоюза работников агропромышленного комплекса.
Когда в Песчанокопском районе открывалась Аллея Героев, то почётное право разрезать символическую ленточку доверили Владимиру Сергеевичу Погорельцеву на пару с Ниной Васильевной Переверзевой — двум ныне живущим в районе Героям Социалистического Труда.
Именем Героя названа в апреле 2007 года Поливянская средняя школа (село Поливянка Песчанокопского района).
Ушёл из жизни 19 июля 2021 года.

## Награды
- Указом Президиума Верховного Совета СССР от 6 июня 1984 года за достижение выдающихся показателей и трудовой героизм, проявленный в выполнении планов и социалистических обязательство по увеличению производства и продажи государству зерна и других продуктов земледелия в 1983 году Погорельцеву Владимиру Сергеевичу присвоено звание Героя Социалистического Труда с вручением ордена Ленина и золотой медали «Серп и Молот».
- Также награждён вторым орденом Ленина, орденом Трудового Красного Знамени и медалями.
- Орден «За заслуги перед Ростовской областью» (25 марта 2020 года)[6].